# Дюмулен, Луи-Жюль
Луи-Жюль Дюмулен (12 октября 1860, Париж — 5 декабря 1924, там же) — французский художник.

## Биография
Уроженец Парижа. Сын малоизвестного художника Эжена Дюмулена (1816 — ?), Луи Дюмулен  сделал себе имя как художник-ориенталист и выдающийся мастер живописной панорамы. Наиболее известными его работами являются монументальная Панорама битвы при Ватерлоо (1912 год) в Бельгии (сохранилась) и Панорама кругосветного путешествия, которую он смонтировал вместе с художником Гастоном Эрнестом Марше (1864-1932) и архитектором Александром Марселем (1860-1928), демонстрировавшаяся на Всемирной выставке в Париже в 1901 году.
Дюмулен был также известен, как любитель путешествий. В 1888 году он совершил свое первое крупное путешествие за пределы Европы в связи с официальной миссией в Японию, порученной ему французским министерством образования.
Вернувшись в Париж в 1889 году, он выставил сто картин, вдохновленных его путешествием, которое, помимо Японии, охватывало, в частности, Китай, Индокитай и Малайзию, в галерее Жоржа Петита. Эта выставка, предисловие к каталогу которой написал Филипп Берти, получила благоприятный прием и у публики, и у прессы, а высшие государственные деятели тогдашней Франции удостоили её своим посещением. Хотя трудно судить о степени подлинного влечения Луи Дюмулена к японской тематике, к которой он позже почти не возвращался, именно японские сюжеты стали для живописца карьерным трамплином.
Даже Винсент Ван Гог (1853-1890), посетивший  выставку, был впечатлён картинами Дюмулена. Его переписка с братом Тео включает в себя два письма, написанные во время пребывания в Овер-сюр-Уаз, в которых он излагает свое желание встретиться с Дюмуленом (которого он называет «Десмулен»). Две  картины Дюмулена, посвященные японской тематике, были приобретены  французским государством и хранятся в Париже в музее Гиме.
Назначенный официальным военно-морским художником в 1891 году, Луи Дюмулен постепенно забывает о Японии, и все больше работает как художник-ориенталист на других направлениях. Он совершает ряд путешествий во Французский Индокитай, где создает картины, которые приносят ему степень офицера Императорского Ордена Дракона Аннама и степень офицера Королевского ордена Камбоджи, которые вручались профранцузскими правительствами этих стран.

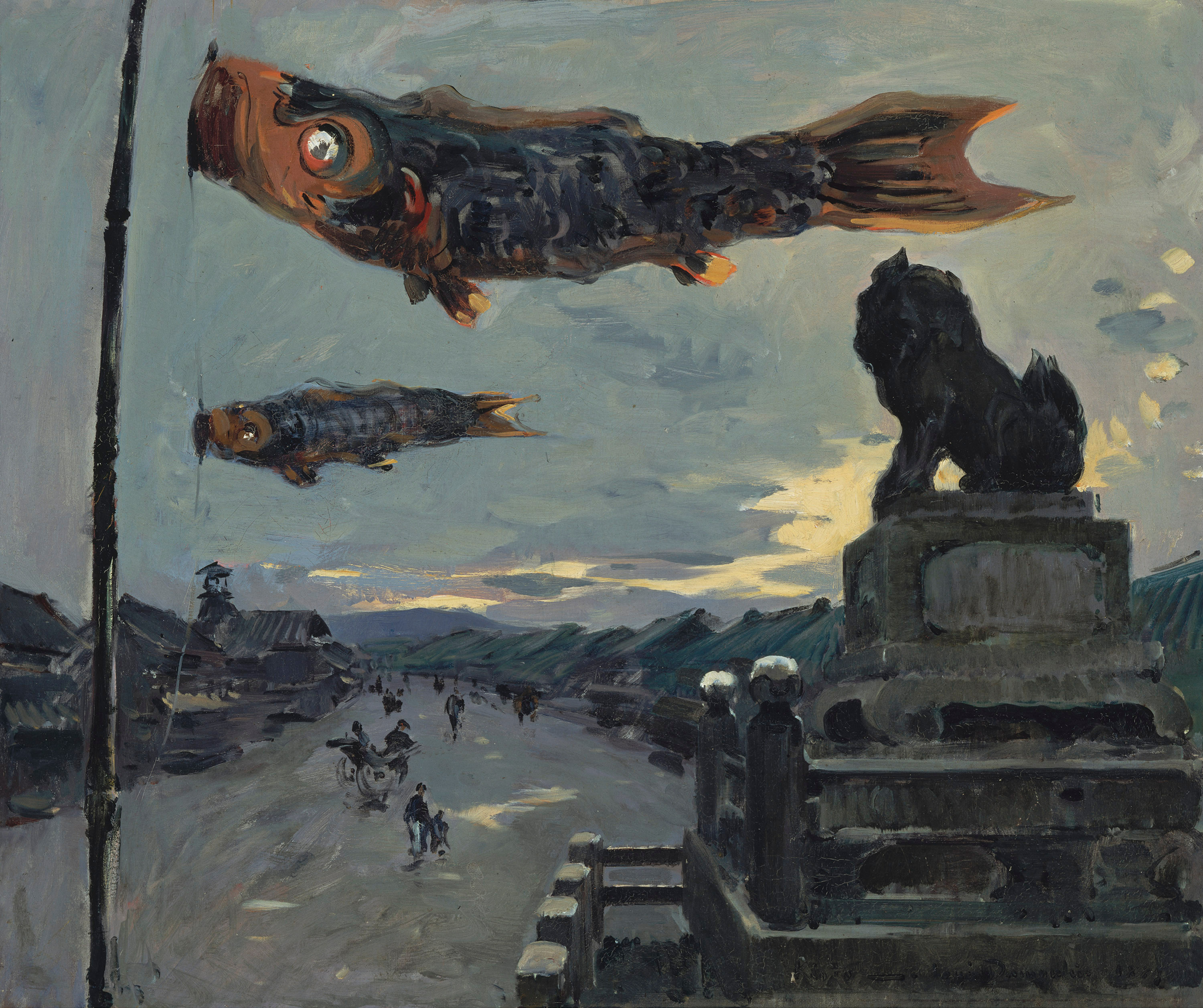
Пример ориентальной живописи Дюмулена: Флаги в форме карпов, Киото. 1888. Музей изящных искусств (Бостон).

Будучи убеждённым патриотом, Дюмулен выступает за использования искусства для пропаганды колониальной экспансии Франции. Будучи также убежденным в превосходстве Франции над другими странами, в том числе, европейскими, в области искусства, особенно в живописи, Дюмулен выступает за государственное финансирование выставок французских художников за рубежом, обвиняя иностранных художников, обучающихся в парижской академии, в неблагодарности Франции, а иностранные музеи — в пренебрежении произведениями французских художников.
В 1896 году Дюмулен отправился в очередное долгое путешествие из Константинополя в Японию через Египет, Сирию, Индию, Камбоджу и Китай. Затем Дюмулен вернулся во Францию в сентябре 1897 года, чтобы далее ехать в Испанию, Португалию, а затем и в Южную Америку. Целью этого кругосветного путешествия было сделать те эскизы и фотографии, которые позволили ему вместе с художником Гастоном Эрнестом Марше и архитектором Александром Марселем создать для парижской Всемирной выставки павильон, украшенный монументальной панорамой кругосветного путешествия. Панорама Дюмулена была оживлена своего рода театром: в путешествии он нанял местных деятелей искусства: актеров, певцов, танцоров, которые призваны были своими номерами оживлять перед зрителями роскошную панораму. Панорма Дюмулена пользовалась у посетителей выставки грандиозным успехом, а сам он был охарактеризован современниками, как «Жюль Верн среди художников».
В 1898 году Дюмулен стал шевалье, а в 1906 году — офицером ордена Почетного легиона.
В 1903 году Луи-Жюль Дюмулен принимает участие в официальной поездке президента Франции Эмиля Лубе (1838-1929) в Тунис.
В 1906 году он был куратором Колониальной выставке в Марселе.
В 1908 году стал соучредителем колониального Общества французских художников и был его председателем до своей смерти в 1924 году.
Дюмулен также являлся основателем Музея изящных искусств Антананариву, Мадагаскар (тогда — колония Франции), который был размещён в бывшем королевском дворце и  позднее носил его имя.
Попробовав себя и в батальоном жанре, к столетию битвы при Ватерлоо, Дюмулен создал грандиозную панораму, подобную Бородинской, которая была размещена в специальном здании прямо на поле сражения, где её можно увидеть до сих пор.
Луи Дюмулен был фотографом-любителем, однако рассматривал фотографии не как самостоятельный жанр, а как своего рода эскизы для будущих картин. В своих путешествиях он сам делал много фотографий, а также приобретал (иногда сотнями) фотографии местных фотографов. Исторически ценная коллекция фотографий Луи Дюмулена сегодня хранится в университете Ниццы и в парижском музее Гиме.
Художник огромной работоспособности и размаха, путешественник, организатор и пламенный патриот, Дюмулен в современной Франции подвергается критике, как «колониалист» и сторонник «угнетения покорённых народов». Тем не менее, для своих современников, в диапазоне от президентов до Винсента Ван Гога, он был художником первой величины, дававшим тысячам обыкновенных людей возможность соприкоснуться с помощью своего искусства с манящими тайнами далёких французских колоний.

## Награды
- Орден Дракона Аннама.
- Королевский орден Камбоджи.
- Шевалье ордена Почётного легиона (1898).
- Офицер ордена Почётного легиона (1906).

## Галерея

Фрагменты панорамы битвы при Ватерлоо
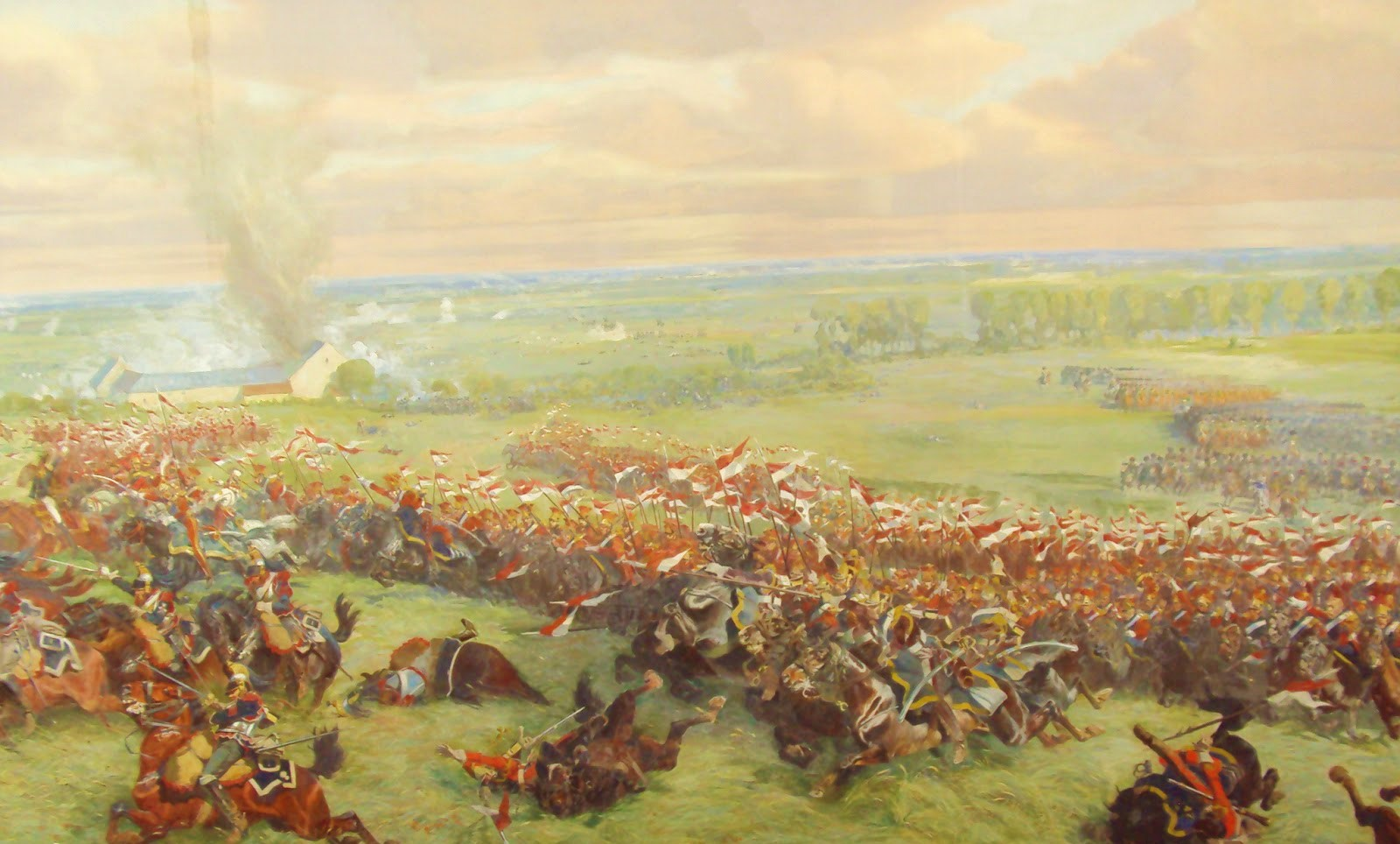
Атака улан.
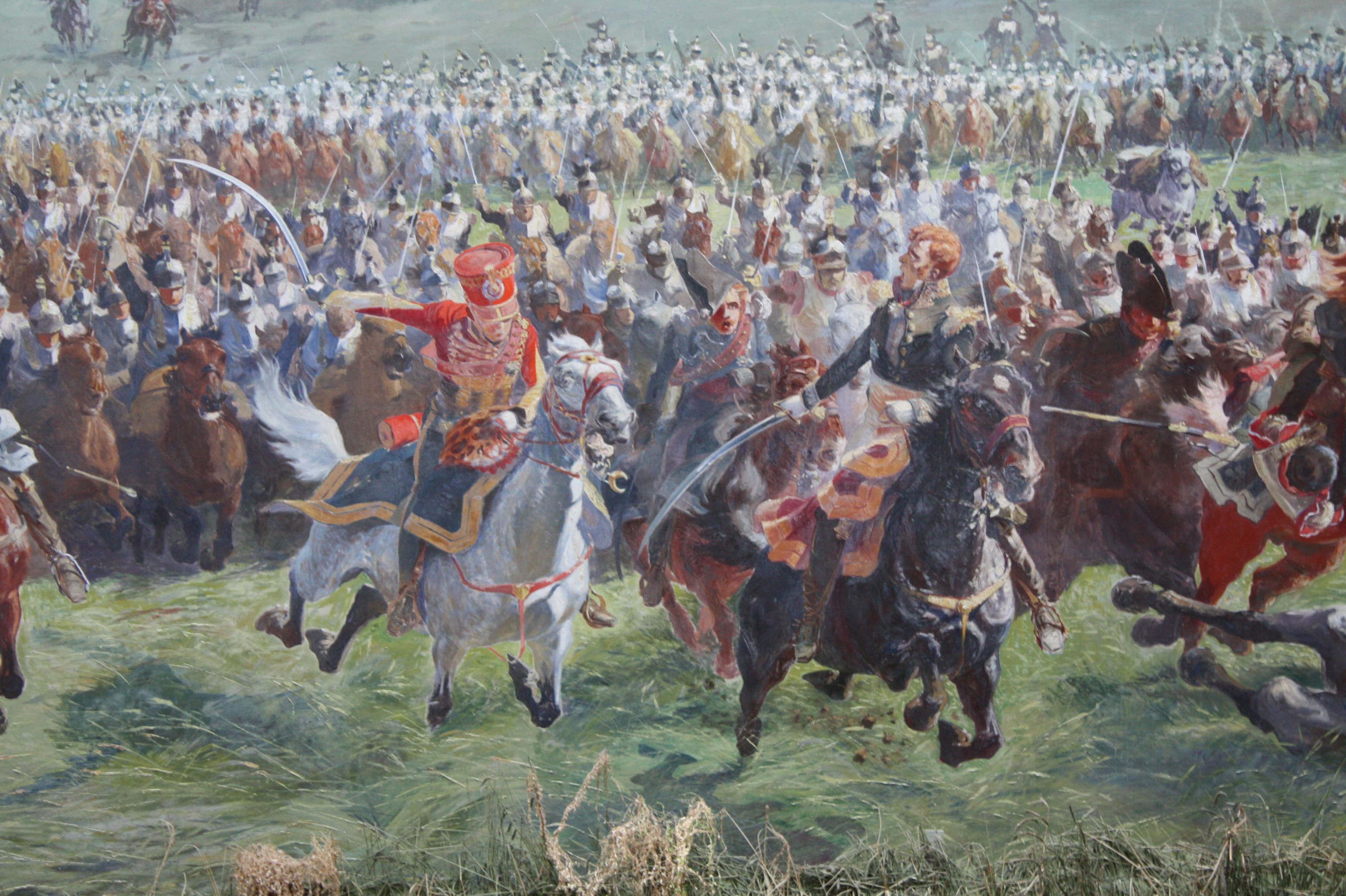
Маршал Ней при Ватерлоо.
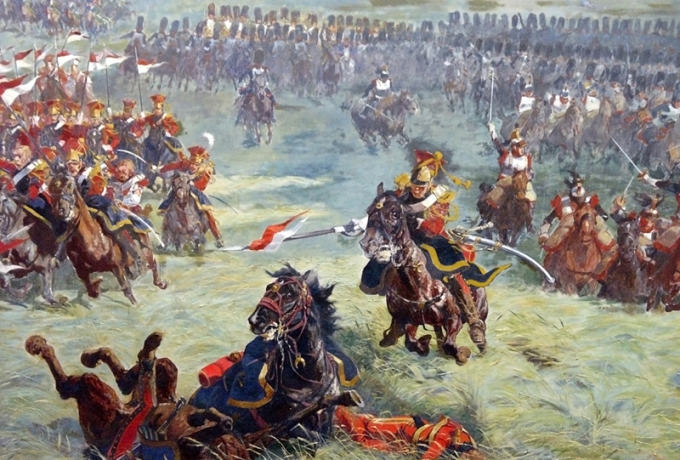
Атака красных улан.